# Onze-Lieve-Vrouw Middelareskerk (Heide)

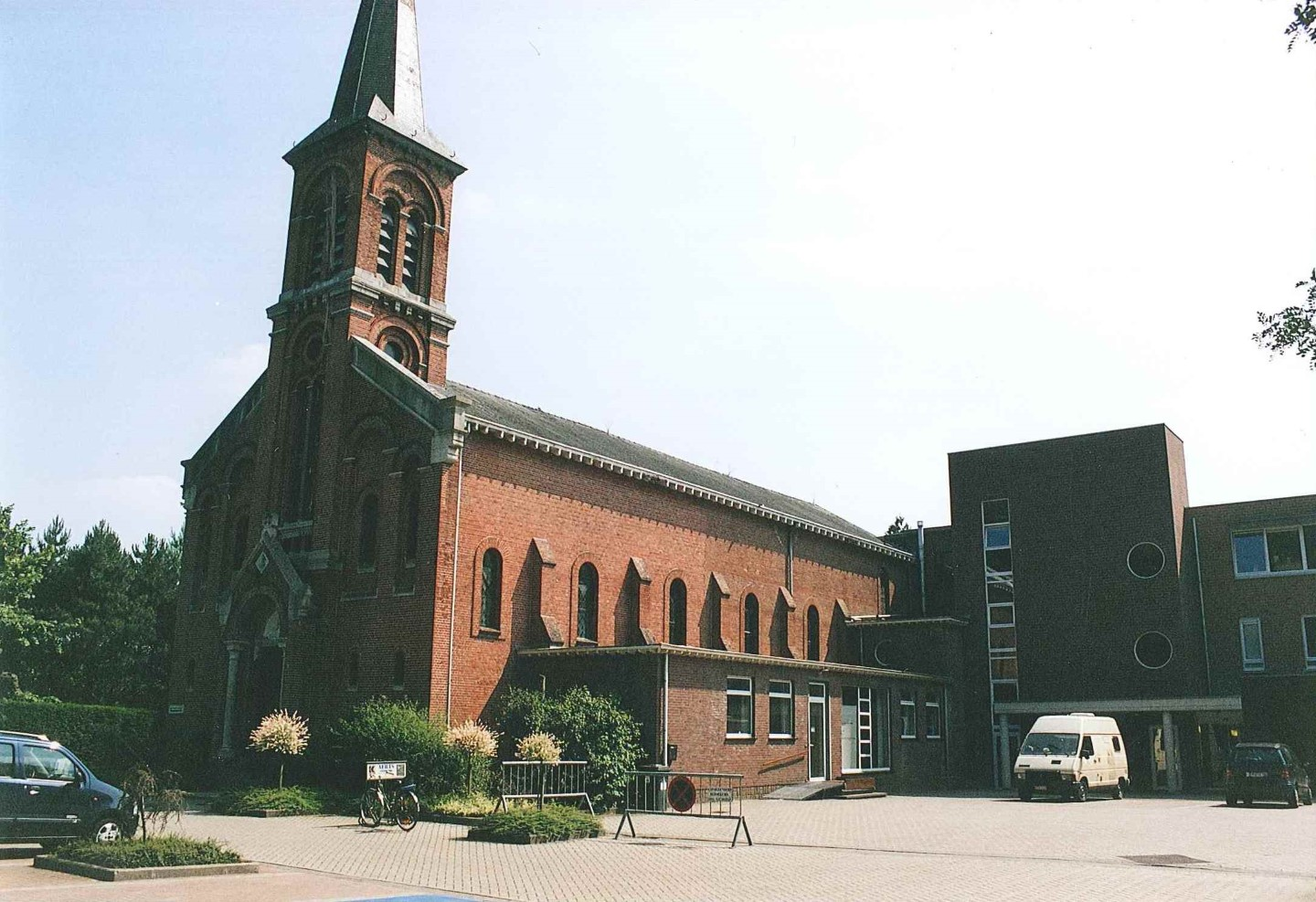
Onze-Lieve-Vrouw Middelareskerk

De Onze-Lieve-Vrouw Middelareskerk is een kerkgebouw in de tot de Antwerpse gemeente Kalmthout behorende plaats Heide, gelegen aan Missiehuislei 46.

## Geschiedenis
Deze kerk werd gebouwd in 1905-1909 naar ontwerp van Stanislas Buzy. Aanvankelijk woonden in het bijbehorende kloostercomplex uit Frankrijk afkomstige benedictijnen, verdreven tijdens de Secularisering. Zij kwamen uit Notre Dame de la-Pierre-qui-vire. Zij vestigden zich in 1904 en bouwden een stenen verblijf met kapel, die al snel een openbaar karakter kreeg. In 1909 werd de kapel van een toren voorzien.
In 1910 mochten de Franse benedictijnen naar hun vaderland terugkeren en vestigden zich Vlaamse benedictijnen, vanuit de Abdij van Affligem, in het klooster. Dezen gingen in 1928 weer terug naar hun oorspronkelijke abdij. Vervolgens kwamen er, van 1928 tot 1932, benedictinessen in het Missiehuis wonen. Zij gaven het Missiehuis de naam: Maria Middelares. Ze vertrokken in 1932 naar hun Abdij Maria Mediatrix te Hekelgem.
Ze werden opgevolgd door de missionarissen van Steyl. De paters maakten vooral propaganda voor het missiewerk. In 1954 kwam er een noviciaat en een philosophicum. In 1966 werd het klooster uitgebouwd tot bezinningscentrum. In 1975 kreeg de kloosterkapel de status van kapelanie, feitelijk een parochiekerk voor de inwoners van Heide-oost. Het aantal roepingen verminderde gaandeweg en in 1996 vertrokken de nog overgebleven paters. In het Missiehuis kwam het Dienstencentrum Sint-Jozef. De kerk werd nog steeds bediend, waarbij enkele paters betrokken bleven.

## Gebouw
Het betreft een bakstenen neoromaans kerkgebouw met ingebouwde toren.